# Tàngara de matollar celluda
La tàngara de matollar celluda (Chlorospingus pileatus) és una espècie d'ocell de la família dels passerèl·lids. Viu a altituds d'entre 1.500 i 3.000 msnm a Costa Rica i Panamà. És una espècie en risc mínim, és a dir, no sembla que hi hagi cap amenaça significativa per a la seva supervivència. Fa uns 13,5 cm i pesa uns 20 g. El seu nom específic, pileatus, significa 'de capell' en llatí.